# Ocnogyna meridionalis
Ocnogyna meridionalis là một loài bướm đêm thuộc phân họ Arctiinae, họ Erebidae.